# Taschereau (circonscription provinciale)
Circonscription électorale provinciale du Canada
Taschereau est une circonscription électorale provinciale du Québec située dans la région de la Capitale-Nationale et qui comprend une partie de la ville de Québec. 
La population électorale (18 ans et plus) de la circonscription de Taschereau était de 45 793 personnes lors du dernier recensement en 2001. Sa superficie totale est d'environ 11,15 km2. L'hôtel du Parlement du Québec est situé dans la circonscription.

## Historique

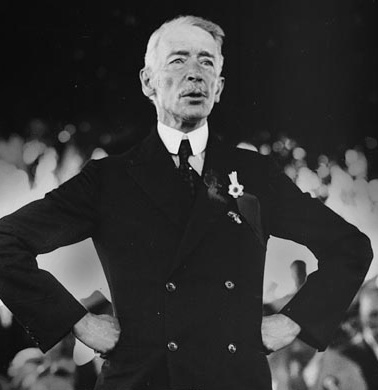
La circonscription est nommée en l'honneur du premier ministre du Québec Louis-Alexandre Taschereau.

La circonscription a été créée en 1972 à partir d'une partie de l'ancienne circonscription de Saint-Sauveur, et d'une partie de celle de Jean-Talon. Avant 1966, elle se trouvait dans les limites de l'ancien district électoral de Québec-Centre. Elle a élu son premier député à l'élection générale du 29 octobre 1973. Le nom de Taschereau rend hommage à  Louis-Alexandre Taschereau, premier ministre du Québec de 1920 à 1936. 
En 1980, Taschereau s'agrandit en intégrant le reste du quartier Saint-Sauveur, qui était alors dans Vanier, et le quartier du Cap-Blanc ainsi qu'une partie de celui de Saint-Jean-Baptiste en provenance de Jean-Talon. En 1992, un autre agrandissement est rendu nécessaire par la diminution de population du centre-ville de Québec ; une partie du quartier Montcalm passe de Jean-Talon à Taschereau. En 2001, la circonscription s'agrandit encore en débordant sur la rive nord de la rivière Saint-Charles dans Limoilou. La refonte de la carte électorale de 2011 fait perdre à Taschereau cette région au nord de la rivière Saint-Charles au profit de Jean-Lesage et lui fait gagner le reste des quartiers Montcalm et Saint-Sacrement, autrefois inclus dans Jean-Talon.
La circonscription de Taschereau est considérée en 2007 comme votant plus à gauche que le reste de la région de la Capitale-Nationale. De la même façon, en 2012, on compare la circonscription à un « petit village gaulois » dans une ville penchant à droite.

## Territoire et limites
La circonscription de Taschereau regroupe six des neuf quartiers de l'arrondissement La Cité-Limoilou de la ville de Québec :
- Montcalm;
- Saint-Jean-Baptiste;
- Saint-Roch;
- Saint-Sacrement;
- Saint-Sauveur
- Vieux-Québec–Cap-Blanc–colline Parlementaire.

Elle comprend également la municipalité de Notre-Dame-des-Anges.

## Liste des députés
| Législature                                                        | Années       | Député            | Député           | Parti            |
| ------------------------------------------------------------------ | ------------ | ----------------- | ---------------- | ---------------- |
| Taschereau Créée depuis Jean-Talon, Saint-Sauveur et Québec-Centre |              |                   |                  |                  |
| 30e                                                                | 1973–1976    |                   | Irénée Bonnier   | Libéral          |
| 31e                                                                | 1976–1981    |                   | Richard Guay     | Parti québécois  |
| 32e                                                                | 1981–1985    |                   | Richard Guay     | Parti québécois  |
| 33e                                                                | 1985–1989    |                   | Jean Leclerc     | Libéral          |
| 34e                                                                | 1989–1994    |                   | Jean Leclerc     | Libéral          |
| 35e                                                                | 1994–1998    |                   | André Gaulin     | Parti québécois  |
| 36e                                                                | 1998–2003    | Agnès Maltais     |                  | Parti québécois  |
| 37e                                                                | 2003–2007    | Agnès Maltais     |                  | Parti québécois  |
| 38e                                                                | 2007–2008    | Agnès Maltais     |                  | Parti québécois  |
| 39e                                                                | 2008–2012    | Agnès Maltais     |                  | Parti québécois  |
| 40e                                                                | 2012–2014    | Agnès Maltais     |                  | Parti québécois  |
| 41e                                                                | 2014–2018    | Agnès Maltais     |                  | Parti québécois  |
| 42e                                                                | 2018–2022    |                   | Catherine Dorion | Québec solidaire |
| 43e                                                                | 2022–présent | Etienne Grandmont |                  | Québec solidaire |

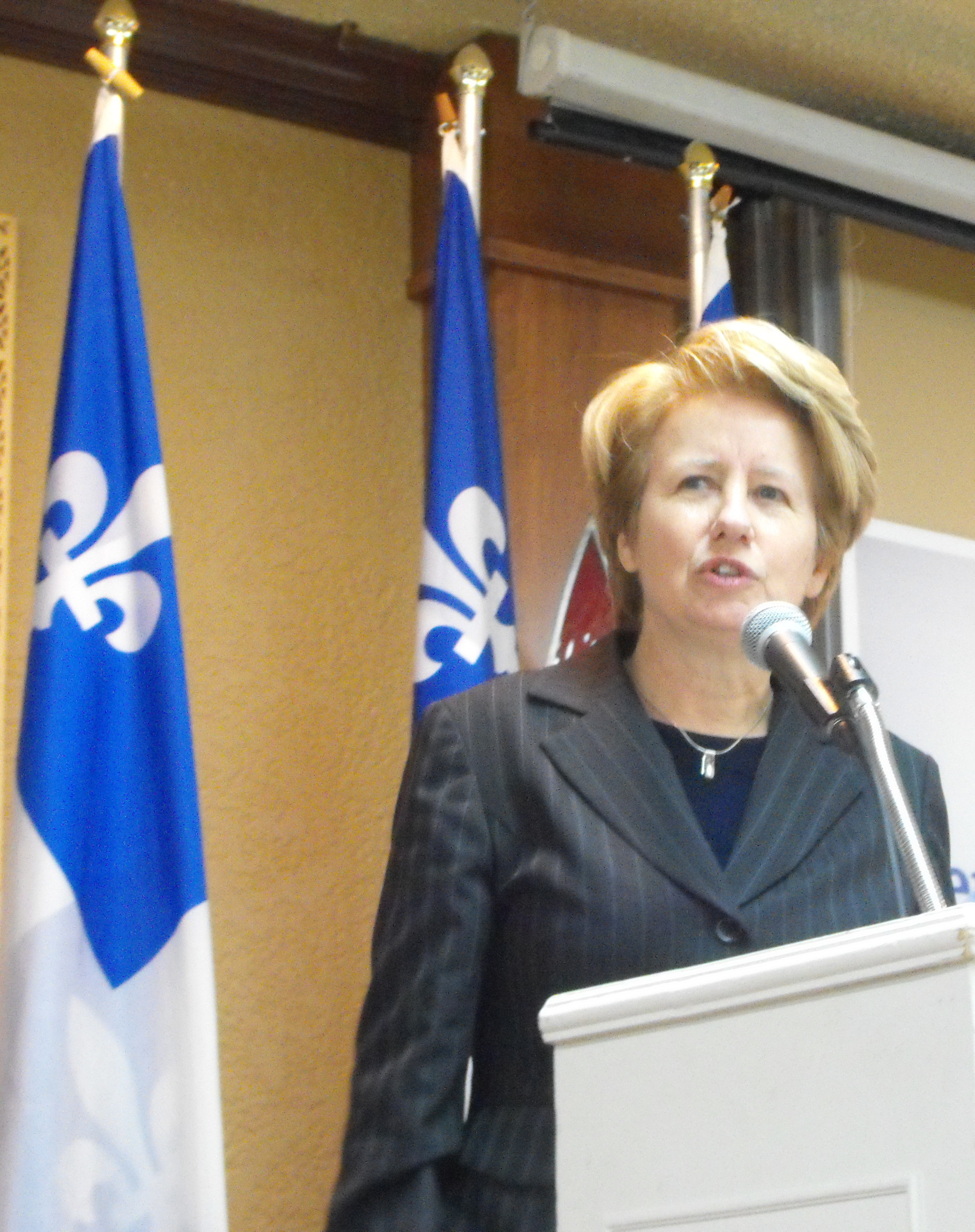
Agnès Maltais est députée de Taschereau de 1998 à 2018 pour le Parti québécois.
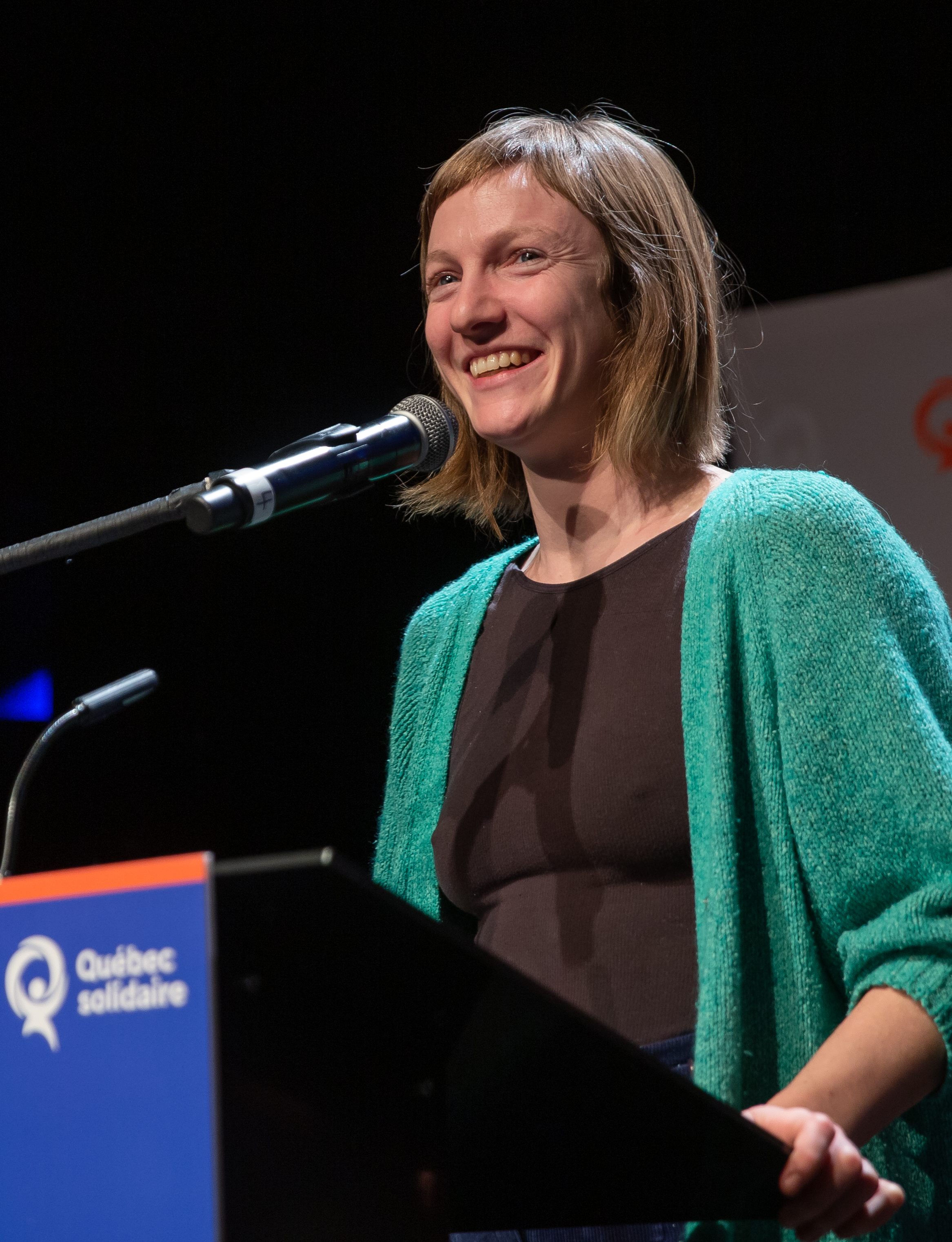
Catherine Dorion est la députée de Taschereau de 2018 à 2022 pour Québec solidaire.

## Résultats électoraux

### Évolution pour les principaux partis
| |
| - Parti libéral - Parti québécois - Crédit social (ancien) - Union nationale (ancien) - Action démocratique (ancien) - Québec solidaire - Coalition avenir - Parti conservateur |

### Résultats détaillés
|                                                                                               | Nom                   | Parti              | Nombre de voix | %      | Maj.  |
| --------------------------------------------------------------------------------------------- | --------------------- | ------------------ | -------------- | ------ | ----- |
|                                                                                               | Etienne Grandmont     | Québec solidaire   | 13 588         | 39,5 % | 5 831 |
|                                                                                               | Jeanne Robin          | Parti québécois    | 7 757          | 22,6 % | -     |
|                                                                                               | Pascale St-Hilaire    | Coalition avenir   | 7 537          | 21,9 % | -     |
|                                                                                               | Marie-Josée Hélie     | Conservateur       | 3 012          | 8,8 %  | -     |
|                                                                                               | Ahmed Lamine Touré    | Libéral            | 2 025          | 5,9 %  | -     |
|                                                                                               | Andrew Karim          | Vert               | 225            | 0,7 %  | -     |
|                                                                                               | Jean-François Joubert | Climat Québec      | 102            | 0,3 %  | -     |
|                                                                                               | Marie-Soleil Fillion  | Indépendant        | 83             | 0,2 %  | -     |
|                                                                                               | Guy Boivin            | Équipe autonomiste | 41             | 0,1 %  | -     |
| Total                                                                                         | Total                 | Total              | 34 370         | 100 %  |       |
| Le taux de participation lors de l'élection était de 72,3 % et 321 bulletins ont été rejetés. |                       |                    |                |        |       |

|                                                                                               | Nom                 | Parti               | Nombre de voix | %      | Maj.  |
| --------------------------------------------------------------------------------------------- | ------------------- | ------------------- | -------------- | ------ | ----- |
|                                                                                               | Catherine Dorion    | Québec solidaire    | 15 373         | 42,5 % | 8 511 |
|                                                                                               | Svetlana Solomykina | Coalition avenir    | 6 862          | 19 %   | -     |
|                                                                                               | Florent Tanlet      | Libéral             | 6 387          | 17,7 % | -     |
|                                                                                               | Diane Lavallée      | Parti québécois     | 6 379          | 17,6 % | -     |
|                                                                                               | Élisabeth Grégoire  | Vert                | 534            | 1,5 %  | -     |
|                                                                                               | Nicolas Pouliot     | Parti nul           | 201            | 0,6 %  | -     |
|                                                                                               | Roger Duguay        | NPD Québec          | 196            | 0,5 %  | -     |
|                                                                                               | Christian Lavoie    | Citoyens au pouvoir | 152            | 0,4 %  | -     |
|                                                                                               | Guy Boivin          | Équipe autonomiste  | 73             | 0,2 %  | -     |
| Total                                                                                         | Total               | Total               | 36 157         | 100 %  |       |
| Le taux de participation lors de l'élection était de 73,7 % et 431 bulletins ont été rejetés. |                     |                     |                |        |       |

|                                                                                               | Nom                      | Parti                | Nombre de voix | %      | Maj. |
| --------------------------------------------------------------------------------------------- | ------------------------ | -------------------- | -------------- | ------ | ---- |
|                                                                                               | Agnès Maltais (sortante) | Parti québécois      | 11 376         | 31,7 % | 451  |
|                                                                                               | Florent Tanlet           | Libéral              | 10 925         | 30,4 % | -    |
|                                                                                               | Steve Brabant            | Coalition avenir     | 5 865          | 16,3 % | -    |
|                                                                                               | Marie-Ève Duchesne       | Québec solidaire     | 5 495          | 15,3 % | -    |
|                                                                                               | Catherine Dorion         | Option nationale     | 1 513          | 4,2 %  | -    |
|                                                                                               | Jean-Luc Savard          | Parti nul            | 385            | 1,1 %  | -    |
|                                                                                               | Anne Deblois             | Conservateur         | 198            | 0,6 %  | -    |
|                                                                                               | Sylvain Drolet           | Parti des sans parti | 127            | 0,4 %  | -    |
|                                                                                               | Guy Boivin               | Équipe autonomiste   | 49             | 0,1 %  | -    |
| Total                                                                                         | Total                    | Total                | 35 933         | 100 %  |      |
| Le taux de participation lors de l'élection était de 73,4 % et 466 bulletins ont été rejetés. |                          |                      |                |        |      |

|                                                                                               | Nom                      | Parti                  | Nombre de voix | %      | Maj.  |
| --------------------------------------------------------------------------------------------- | ------------------------ | ---------------------- | -------------- | ------ | ----- |
|                                                                                               | Agnès Maltais (sortante) | Parti québécois        | 13 994         | 37,1 % | 4 297 |
|                                                                                               | Clément Gignac           | Libéral                | 9 697          | 25,7 % | -     |
|                                                                                               | Mario Asselin            | Coalition avenir       | 6 311          | 16,7 % | -     |
|                                                                                               | Serge Roy                | Québec solidaire       | 4 416          | 11,7 % | -     |
|                                                                                               | Catherine Dorion         | Option nationale       | 2 804          | 7,4 %  | -     |
|                                                                                               | Jean-Luc Savard          | Parti nul              | 358            | 0,9 %  | -     |
|                                                                                               | François Tremblay        | Coalition constituante | 110            | 0,3 %  | -     |
|                                                                                               | Guy Boivin               | Équipe autonomiste     | 72             | 0,2 %  | -     |
| Total                                                                                         | Total                    | Total                  | 37 762         | 100 %  |       |
| Le taux de participation lors de l'élection était de 77,4 % et 418 bulletins ont été rejetés. |                          |                        |                |        |       |

|                                                                                             | Nom                      | Parti                        | Nombre de voix | %      | Maj.  |
| ------------------------------------------------------------------------------------------- | ------------------------ | ---------------------------- | -------------- | ------ | ----- |
|                                                                                             | Agnès Maltais (sortante) | Parti québécois              | 11 768         | 44,2 % | 3 923 |
|                                                                                             | Hébert Dufour            | Libéral                      | 7 845          | 29,5 % | -     |
|                                                                                             | Renée-Claude Lizotte     | Action démocratique          | 3 563          | 13,4 % | -     |
|                                                                                             | Serge Roy                | Québec solidaire             | 2 241          | 8,4 %  | -     |
|                                                                                             | Antonine Yaccarini       | Vert                         | 1 048          | 3,9 %  | -     |
|                                                                                             | Mélanie Thériault        | Parti indépendantiste (2008) | 149            | 0,6 %  | -     |
| Total                                                                                       | Total                    | Total                        | 26 614         | 100 %  |       |
| Le taux de participation lors de l'élection était de 57 % et 388 bulletins ont été rejetés. |                          |                              |                |        |       |

|                                                                                               | Nom                      | Parti               | Nombre de voix | %      | Maj.  |
| --------------------------------------------------------------------------------------------- | ------------------------ | ------------------- | -------------- | ------ | ----- |
|                                                                                               | Agnès Maltais (sortante) | Parti québécois     | 12 340         | 37,1 % | 3 178 |
|                                                                                               | Caroline Pageau          | Action démocratique | 9 162          | 27,5 % | -     |
|                                                                                               | Philippe Cannon          | Libéral             | 7 073          | 21,3 % | -     |
|                                                                                               | Serge Roy                | Québec solidaire    | 2 741          | 8,2 %  | -     |
|                                                                                               | Yonnel Bonaventure       | Vert                | 1 860          | 5,6 %  | -     |
|                                                                                               | Luc Schulz               | Indépendant         | 81             | 0,2 %  | -     |
| Total                                                                                         | Total                    | Total               | 33 257         | 100 %  |       |
| Le taux de participation lors de l'élection était de 70,5 % et 336 bulletins ont été rejetés. |                          |                     |                |        |       |

|                                                                                               | Nom                      | Parti               | Nombre de voix | %      | Maj.  |
| --------------------------------------------------------------------------------------------- | ------------------------ | ------------------- | -------------- | ------ | ----- |
|                                                                                               | Agnès Maltais (sortante) | Parti québécois     | 12 930         | 38,9 % | 1 690 |
|                                                                                               | Michel Beaudoin          | Libéral             | 11 240         | 33,9 % | -     |
|                                                                                               | Jean-Guy Lemieux         | Action démocratique | 6 537          | 19,7 % | -     |
|                                                                                               | Alain Marcoux            | UFP                 | 1 176          | 3,5 %  | -     |
|                                                                                               | Dominic Lapointe         | Vert                | 731            | 2,2 %  | -     |
|                                                                                               | Benjamin Kasapoglu       | Bloc pot            | 389            | 1,2 %  | -     |
|                                                                                               | Patrice Fortin           | Indépendant         | 102            | 0,3 %  | -     |
|                                                                                               | Alain Cyr                | Indépendant         | 95             | 0,3 %  | -     |
| Total                                                                                         | Total                    | Total               | 33 200         | 100 %  |       |
| Le taux de participation lors de l'élection était de 69,4 % et 456 bulletins ont été rejetés. |                          |                     |                |        |       |

|                                                                                               | Nom                   | Parti                 | Nombre de voix | %      | Maj.  |
| --------------------------------------------------------------------------------------------- | --------------------- | --------------------- | -------------- | ------ | ----- |
|                                                                                               | Agnès Maltais         | Parti québécois       | 11 327         | 47 %   | 2 534 |
|                                                                                               | Claude Doré           | Libéral               | 8 793          | 36,5 % | -     |
|                                                                                               | Marie-France Lachaîne | Action démocratique   | 3 033          | 12,6 % | -     |
|                                                                                               | Alain Marcoux         | Démocratie socialiste | 521            | 2,2 %  | -     |
|                                                                                               | Denys Duchêne         | Indépendant           | 352            | 1,5 %  | -     |
|                                                                                               | Patrice Fortin        | Indépendant           | 76             | 0,3 %  | -     |
| Total                                                                                         | Total                 | Total                 | 24 102         | 100 %  |       |
| Le taux de participation lors de l'élection était de 73,8 % et 425 bulletins ont été rejetés. |                       |                       |                |        |       |

|                                                                                               | Nom                    | Parti                | Nombre de voix | %      | Maj.  |
| --------------------------------------------------------------------------------------------- | ---------------------- | -------------------- | -------------- | ------ | ----- |
|                                                                                               | André Gaulin (sortant) | Parti québécois      | 12 308         | 51,9 % | 5 783 |
|                                                                                               | Jean-Guy Gilbert       | Libéral              | 6 525          | 27,5 % | -     |
|                                                                                               | Lyne Tremblay          | Action démocratique  | 2 041          | 8,6 %  | -     |
|                                                                                               | Serge Foisy            | NPD Québec           | 705            | 3 %    | -     |
|                                                                                               | François Tremblay      | Indépendant          | 547            | 2,3 %  | -     |
|                                                                                               | Nancy Labbé            | Indépendant          | 430            | 1,8 %  | -     |
|                                                                                               | André Dorval           | Indépendant          | 386            | 1,6 %  | -     |
|                                                                                               | Monique Gilbert        | Loi naturelle        | 332            | 1,4 %  | -     |
|                                                                                               | Jocelyn Pelletier      | Indépendant          | 145            | 0,6 %  | -     |
|                                                                                               | Daniel Pelletier       | Indépendant          | 109            | 0,5 %  | -     |
|                                                                                               | Daniel-Roméo Roy       | Développement Québec | 80             | 0,3 %  | -     |
|                                                                                               | J.-Gaston Michaud      | Indépendant          | 79             | 0,3 %  | -     |
|                                                                                               | Noël Poirier           | Indépendant          | 45             | 0,2 %  | -     |
| Total                                                                                         | Total                  | Total                | 23 732         | 100 %  |       |
| Le taux de participation lors de l'élection était de 78,8 % et 570 bulletins ont été rejetés. |                        |                      |                |        |       |

## Référendums
On peut résumer les différents référendums qui ont eu lieu dans la circonscription de la façon suivantes,, :
|  | Référendum                     | % du OUI | % du NON | Taux de participation |
|  | Référendum de 1980             | 46,92 %  | 53,08 %  | 78,58 %               |
|  | Accord de Charlottetown (1992) | 32,63 %  | 67,37 %  | 79,71 %               |
|  | Référendum de 1995             | 59,05 %  | 40,95 %  | 91,46 %               |